# Next Top Model (chương trình truyền hình Hy Lạp)
Next Top Model là chương trình truyền hình thực tế của Hy Lạp, nằm trong chuỗi chương trình Top Model. Người mẫu Hy Lạp Vicky Kaya đảm nhận vai Tyra Banks với tư cách là người đứng đầu tìm kiếm người mẫu cũng như mentor cho các thí sinh trong hai mùa đầu tiên. Tiền đề cơ bản của chương trình là một nhóm các thí sinh trẻ sống cùng nhau trong một ngôi nhà trong vài tuần đồng thời tham gia các thử thách khác nhau, chụp ảnh và gặp gỡ với các thành viên trong ngành công nghiệp người mẫu. Thông thường, một thí sinh có thành tích kém sẽ bị loại mỗi tuần cho đến khi thí sinh cuối cùng còn lại được tuyên bố là "Next Top Model" và nhận được hợp đồng người mẫu cùng với các giải thưởng khác.
Mùa đầu tiên được công chiếu trên kênh ANT1 vào ngày 12 tháng 10 năm 2009 và kết thúc sau hai mùa vào ngày 21 tháng 2 năm 2011. Sau khi cuộc thi kết thúc, ANT1 quyết định không bật đèn xanh cho mùa thứ ba.

## Các mùa
| Mùa | Ngày phát sóng       | Quán quân       | Á quân               | Các thí sinh khác theo thứ tự bị loại | Tổng số thí sinh | Điểm đến quốc tế |
| --- | -------------------- | --------------- | -------------------- | --- | ---------------- | ---------------- |
| 1   | 12 tháng 10 năm 2009 | Seraina Kazamia | Monika Kwiecien      | Zoe Tranoudaki, Vaso Vilegas, Nina Kalogeropoulou-Knezevic (bỏ cuộc), Katia Marinaki, Danae Georganda, Marsida Devole, Anthi Tsompanidou (bỏ cuộc), Areti Stathopoulou, Denia Agalianou, Ramona Koseleva (bỏ cuộc), Christina Pantelidi, Nayla Gougni, Athina Mourkoussi, Dimitra Alexandraki, Maria Iltsevich & Ioanna Dedi                                    | 18               | Milan Luân Đôn   |
| 2   | 11 tháng 10 năm 2010 | Cindy Toli      | Evangelia Koutalidou | Maria Markarian, Elektra Tsela, Roumpini Agapitou, Agni Panagiotatou, Kelly Vourtsi (bỏ cuộc), Aliki Karpodini (bỏ cuộc), Marina Klitsa, Laura-Ann Markopoulioti, Fenia Dimopoulou, Emily Nicolaidou, Stefania Papagianni, Jian Nan Peng, Eirini Aligizaki, Nancy Papastavrou, Georgia Antoniou, Jessica Anthi (bỏ cuộc), Ioanna Papagianni, Elena Papadopoulou | 20               | Paris Istanbul   |